# 清水草一
清水 草一（しみず そういち、1962年1月29日 - ）は、東京都新宿区出身杉並区在住の自動車評論家、交通ジャーナリスト、フリーライター、エッセイスト、書籍編集者。
日本文藝家協会会員、日本カー・オブ・ザ・イヤー選考委員経験者。
ペンネームの清水草一名義のほか、（2017年まで）MJブロンディ、永福ランプ、シミズソーイチ、CARトップの「デートカー大復古計画」では、フルムーンの鬼という名義も用いた。

## 略歴

### 週刊プレイボーイ
小説家の清水一行の長男として東京都新宿区の聖母病院にて生まれる。慶應義塾高校から慶應義塾大学法学部卒業後、1984年に集英社に入社、「週刊プレイボーイ」編集部グラビア班から活版班、自動車担当を務めるが、野球、ファミコン、オカルト、社会風俗、戦史などの担当も務め、記事の執筆も行い、1989年から1993年には筑波サーキットを中心にレースにも参戦した。1993年11月に集英社を退社、独立。

### 大乗フェラーリ教教祖
「週刊プレイボーイ」に当時ゴルフ漫画を連載していた池沢さとしに「サーキットの狼II モデナの剣」の執筆を依頼。編集を担当していた1989年に新青梅街道でフェラーリ・テスタロッサを運転させてもらったことで「大乗フェラーリ教」に開眼し、自ら「大乗フェラーリ教開祖」を名乗る。1993年には赤い348tbを購入。集英社を辞め独立の際、ペンネームの清水草一は池沢が考案した。
2005年11月にある五流出版社を退社した伊達軍曹と興した編集プロダクション、有限会社フォッケウルフの代表取締役社長を務める他、テリー伊藤との共著「間違えっぱなしのクルマ選び」シリーズ（ロコモーション・パブリッシング刊）で、それぞれ独自の視点からクルマを評価している。
また清水がフェラーリを購入したショップ「ナイトインターナショナル」（後に「コーナーストーンズ」）の代表取締役・店長のエノテン(榎本修)の著書「フェラーリを1000台売った男」の編集も務めた（うち5台は清水が購入、その後も6台を購入）。なお「コーナーストーンズ」の店内には「大乗フェラーリ教」の祭壇があり、営業中は誰でも参拝することができる。

### 高速道路研究家
一方で、日本道路公団の民営化問題に端を発する、日本の高速道路建設問題にも独自の視点から取り組み、2000年には『首都高はなぜ渋滞するのか!?』（三推社/講談社）、2002年には『この高速道路はいらない。高速道路構造改革私案』（三推社/講談社）を出版。著者本人のコメントによれば「建設省（当時）内の書店では一時売れ行き1位に輝いた」という。
また2004年には、計画中（一部建設中）であった第二東名（新東名高速道路）について、道路関係四公団民営化推進委員会の委員で建設否定派であった猪瀬直樹へ数回にわたりインタビューを行い、建設の妥当性について意見を具申している。
乗りものニュースでは「首都高研究家」として連載しており、この肩書でテレビ番組の内村プロデュース（2007年1月放送）やダウンタウンDX（放送年月日不明）にも出演した。
自民党政権が発した休日特別割引（「1,000円高速」）や民主党政権の高速道路無料化案は渋滞による経済損失を理由に否定的な考えであるが、完全に反対しているわけではなく、交通量配分に適した5段階によるETC割引を提案している。

## その他
北朝鮮、戦艦、戦闘機、戦車、鉄道にも造詣が深く、編集者時代には「週刊プレイボーイ」誌で鉄道関連の記事を取り上げた。独立後も「ベストカー」上で2005年に起きたJR福知山線脱線事故について、クルマと鉄道との性格の違いを詳細に説明したり、また自身のHPで新幹線0系電車について取り上げている。
競艇雑誌『競艇マクール』（三栄書房）の創刊にも関わっており、清水は同誌の編集を担当する編集プロダクション「株式会社マクール」の創立メンバーの一人であった。

## 著書等（一部）

### 1990年代
- ゆけっ!!青春ドライバー―はじめはみんなヘタだった!（別冊ベストカー、三推社／講談社、1995/4/1）
- 湾岸ミッドナイト疾走のバラード（原作漫画担当：楠みちはる、講談社、マガジン・ノベルズ、1995/7/1）
- そのフェラーリください!―熱血購入マニュアル（レッドバッジ・カーライフシリーズ (178)、三推社／講談社、1995/9/1）
- フェラーリさまには練馬ナンバーがよく似合う（講談社、1996/6/1）
- このフェラーリ動きますか!―熱血運転バイブル（レッドバッジ・カーライフシリーズ (195)、三推社／講談社、1997/3/1）
- 湾岸MIDNIGHT―赤い狂獣 (原作漫画担当：楠みちはる、マガジン・ノベルス、講談社、1997/11/28）
- イタリア車火焔地獄（三推社／講談社、1998/9/1）
- コミックス『アスファルトのコンドル（鷹）』1〜4（画：池沢さとし 原作：シミズソーイチ、バーガーSCスペシャル、1998/10/1～12/1）
- フェラーリ曼陀羅 欣求浄土編（別冊ベストカー 赤バッジシリーズ 220、三推社／講談社、1999/7/1）

### 2000年代
- 頭文字D my drive note（原作漫画担当：しげの秀一、KCデラックス、2000/3/1）
- 首都高はなぜ渋滞するのか!?―愛すべき欠陥ハイウェイ網への提言（三推社／講談社、2000/4/1）
- フェラーリを買ふということ。（ネコ・パブリッシング、2000/12/1）
- 超フェラーリ主義（ネコ・パブリッシング、2001/11/1）
- この高速はいらない。―高速道路構造改革私案（三推社／講談社、2002/8/1）
- 聖典版　そのフェラーリください！（三推社／講談社、2003/7/1）
- フェラーリF355フルスロットル（ネコ・パブリッシング、2003/11/1）
- 頭文字D プロジェクトD伝説（原作漫画担当：しげの秀一、KCデラックス、ヤングマガジン編集部、2004/3/5）
- 間違えっぱなしのクルマ選び（共著：テリー伊藤、楽書ブックス、2004/4/1）
- 自動車世界遺産。―エンツォ・フェラーリからシトロエンDSまで。（ネコ・パブリッシング、2004/8/1）
- 裏・自動車世界遺産―タケヤリシャコタンからキティちゃんミラまで。（ネコ・パブリッシング、2004/8/1）
- 間違えっぱなしのクルマ選び〈2005年版〉（共著：テリー伊藤、ロコモーションパブリッシング、 2005/4/26）
- フェラーリがローンで買えるのは、世界で唯一日本だけ!!（ロコモーションパブリッシング、2005/5/25）
- 中古車がみるみる欲しくなる!（共著：テリー伊藤、ロコモーションパブリッシング、 2005/10/26）
- レクサス0点ランエボ100点―間違えっぱなしのクルマ選び〈2007〉（共著：テリー伊藤、ロコモーションパブリッシング、2006/3/28）
- 男なら雲上CARを目指せ!-間違えっぱなしのクルマ選び2006（共著：テリー伊藤、ロコモーションパブリッシング、2006/4/25）
- クルマの女王・フェラーリが見たニッポン（講談社、2006/6/21）
- 浜崎橋はなぜ渋滞するのか?―現地ルポで解明する渋滞ポイント50の謎（監修：清水草一、発行：ニッポン放送取材班、扶桑社、2006/8/1）
- 貧乏人はフェラーリを買へ!（ネコ・パブリッシング、2006/8/1）
- フェラーリを1000台売った男（著者：榎本修、編集：清水草一、ロコモーションパブリッシング、2008/2/28）
- 港区ではベンツがカローラの6倍売れている～データで語る格差社会～（扶桑社BOOKS、2008/2/29）
- 高速道路の謎（扶桑社新書、2009/8/28）
- 年収300万円台から始めるフェラーリ購入計画（共著：榎本修、NEKO MOOK、2009/9/30）

### 2010年代
- 首都高速の謎（扶桑社新書、2011/3/1）
- 年収200万円台から始めるフェラーリ購入計画Evo.2（共著：榎本修、NEKO MOOK、2011/8/31）
- フェラーリの買い方（竹書房新書、2014/3/6）
- フェラーリvsランボルギーニ!（共著：榎本修、NEKO MOOK、2017/1/6）
- 新フェラーリ大図鑑!（共著：榎本修、NEKO MOOK、2018/3/15）
- 清水草一の超偏愛クルマ語り（学研ムック、2018/7/5）
- エコカーで100万円得する法（2018/10/29）

### 2020年代
- スクランブル・アーカイブ V8フェラーリ（NEKO MOOK、2021/3/31）

## 愛車遍歴
- 1980年　日産・サニーGX（姉の所有車）
- 1980年　日産・ガゼール（親と共用）
- 1984年　日産・サンタナ（親と共用）
- 1984年　ホンダ・VT250（オートバイ）
- 1987年　日産サンタナXi5アウトバーンDOHC（赤、5MT）
- 1989年　三菱・ミラージュ（レースカー）
- 1989年　日産・フェアレディZ（Z32）
- 1990年　日産・ADワゴン
- 1991年　ホンダ・シティ（N1仕様、筑波P1300レース用）
- 1993年　フェラーリ・348tb　90年式レッド 1163万2800円 初号機　#83882
- 1994年　トヨタ・エスティマ・ルシーダ
- 1995年　トヨタ・スプリンター・セダン
- 1995年　ホンダシビックSiR II　89年式（走行会仕様）
- 1996年　スバル・アルシオーネSVX S4（(有)マクールで購入）
- 1996年　フォルクスワーゲン・ゴルフ ワゴンGLi
- 1996年　マツダデミオ（初代）
- 1997年　アルファロメオ・155TS
- 1998年　プジョー・306ブレーク プロバンズブルー（家人用）
- 1999年　フェラーリ・512TR 赤　ヨーロッパ仕様
- 1999年　フェラーリ・512TR 白　日本仕様
- 2000年　フィアット・プントELX
- 2001年　フェラーリ・F355 スパイダー　紺　内装マグノリア　伊藤レーシング マフラー
- 2001年　シトロエン・エグザンティアブレーク
- 2001年　マセラティ・430
- 2002年　日産・180SX（ふにふに会共同購入、サーキット＆ドリフト修行用）
- 2003年　トヨタ・カローラレビンAE86（ふにふに会共同購入、サーキット用）
- 2003年　フェラーリ・360モデナ黒メタ6MT ”ウルトラスーパーカー”
- 2003年　日産・シルビアS14（ふにふに会共同購入、サーキット用）
- 2004年　プジョー・306 カブリオレ
- 2006年　ランチア・イプシロン
- 2007年　ダイハツ・エッセECO〈5MT〉（中古車、”みかんちゃん”『萌えカー』）
- 2008年　フェラーリ・328GTB（日本仕様）シルバーブルー”加代”
- 2008年　フェラーリ・328GTS（ヨーロッパ仕様）ブラック ”ヨーコ”※2021年8月現在所有。
- 2008年　メルセデス・ベンツ280E（W123型）
- 2009年　サーブ・900S2.3
- 2009年　初代プリウス（後期型）
- 2009年　アルファ147ツインスパーク（5MT）
- 2009年　フェラーリ・F355ベルリネッタ”バナナっ子”
- 2010年　ランボルギーニ・カウンタック・25thアニバーサリー ネイビー（榎本修に転売）
- 2011年　シトロエン・C5セダクション
- 2011年　フェラーリ・512TR コーンズ・スペチアーレ ワインレッド　キダマフラー
- 2012年　トヨタ・アクア（初代） シトラスオレンジマイカメタリック色
- 2012年　フェラーリ・458イタリア ”宇宙戦艦号”
- 2013年　フィアット・クーボ　1.2Lディーゼル[7]
- 2013年　プジョー406スポーツ”パワーエリート号”
- 2014年　BMW335iカブリオレ”スーパーエリート号”
- 2015年　ホンダ・S660
- 2015年　ランチア・デルタ1.6マルチジェット　ディーゼル[注釈 1]
- 2017年　フェラーリ・328GTS ”赤い玉号”
- 2017年　BMW 320d ”エリート特急”（中古車3年落ち）※2021年8月現在所有。
- 2020年　フェラーリ・348GTS　94年式ブラック ”ブラックアロー号”
- 2020年　ランボルギーニ・カウンタック・25thアニバーサリー　ホワイト（榎本修と共同所有）※2021年8月現在所有。
- 2021年　ルノー・トゥインゴ　EDCキャンバストップ 水色 ※2021年8月現在所有。
- 2021年　ダイハツ・ハイゼット　 ピックアップ（トラック）ジャンボ 2WD（1990年式）※2021年8月現在所有。
- 2022年　ダイハツ・タント スローパー

## 試乗した主な車
- 1989年　フェラーリ・テスタロッサ（池沢さとし所有）
- 1999年　フェラーリ・F40（フェラーリ曼荼羅取材、横浜FLAMEより借用）
- 1999年　フェラーリ・F50（フェラーリ曼荼羅取材、横浜FLAMEより借用）